# Eddie Bernice Johnson
Eddie Bernice Johnson, född 3 december 1935 i Waco, Texas, död 31 december 2023 i Dallas, Texas, var en amerikansk demokratisk politiker. Hon representerade delstaten Texas 30:e distrikt i USA:s representanthus från 1993 fram till januari 2023.
Johnson gick i skola i A.J. Moore High School i Waco. Hon avlade 1967 kandidatexamen vid Texas Christian University och 1976 masterexamen vid Southern Methodist University. Hon arbetade som sjuksköterska och som psykoterapeut innan hon blev politiker.
Hon blev 1992 invald i USA:s representanthus. Hon profilerade sig som motståndare till Irakkriget.